# Birnhorn
Birnhorn är ett berg i Österrike.   Det ligger i distriktet Zell am See och förbundslandet Salzburg, i den centrala delen av landet, 280 kilometer väster om huvudstaden Wien. Toppen på Birnhorn är 2 634 meter över havet. Birnhorn ingår i Leoganger Steinberge.
Terrängen runt Birnhorn är huvudsakligen bergig, men åt sydost är den kuperad. Närmaste större samhälle är Saalfelden am Steinernen Meer, 10,1 kilometer sydost om Birnhorn. 
Trakten runt Birnhorn består i huvudsak av gräsmarker. Runt Birnhorn är det ganska glesbefolkat, med 34 invånare per kvadratkilometer.